# Shekak River
Der Shekak River ist ein 187 km langer rechter Nebenfluss des Nagagami River in der kanadischen Provinz Ontario.

## Flusslauf
Der Shekak River hat seinen Ursprung im Upper Shekak Lake. Er durchfließt die benachbarten Seen Shekak Lake, McCoy Lake und Sand Lake und wendet sich nach Nordosten. Der Ontario Highway 631 kreuzt den Fluss südlich von Hornepayne bei Flusskilometer 137. Der Shekak River nimmt die Nebenflüsse Little Jackfish River (links) und Beaton River (rechts) auf und wendet sich nach Norden. Der Nagagamisis River, welcher den See Nagagamisis Lake entwässert, mündet bei Flusskilometer 67 von links in den Shekak River. In diesem Bereich durchquert der Shekak River über eine Strecke von 5 km den äußersten Osten des Nagagamisis Provincial Parks. Der Fluss durchfließt den Kanadischen Schild in unverändert nördlicher Fließrichtung. Der Ontario Highway 11 kreuzt den Shekak River 15 km oberhalb der Mündung. Bei Flusskilometer 3,4 befindet sich ein Wehr (⊙) am Shekak River. 

## Hydrometrie
Unterhalb der Straßenbrücke des Ontario Highway 11 bei Flusskilometer 15 befindet sich der nicht mehr aktive Abflusspegel 04JC003 (⊙). Der mittlere Abfluss (MQ) an dieser Stelle für den Messzeitraum 1950–1987 betrug 35,6 m³/s. Das zugehörige Einzugsgebiet ist 3290 km² groß.
Im folgenden Schaubild werden die mittleren monatlichen Abflüsse des Shekak River für die Messperiode 1950–1987 in m³/s dargestellt.